# Валентин Дъртилов
Валентин Дъртилов (роден на 14 август 1967) е бивш български футболист, защитник. Кариерата му се свързва най-вече с престоя в Левски (София) между 1990 г. и 1997 г. Играл е също в Пирин (Благоевград), турския Кайсериспор, Кремиковци, Искър (София) и Хебър (Пазарджик). В A група има общо 255 мача и 6 гола.

## Биография
Родом от село Катунци, община Сандански, Дъртилов започва кариерата си в Пирин (Благоевград). За четири години изиграва 81 мача за „орлетата“ в A група, отбелязвайки 4 гола. Между 1988 г. и 1990 г. е основен играч в младежкия национален отбор, като записва 29 мача за селекцията.
През лятото на 1990 г. е привлечен в Левски (София) на 23-годишна възраст. Остава в клуба 7 години с кратко прекъсване през декември 1995 г., когато е преотстъпен в Кайсериспор и изиграва 3 срещи в Турската Суперлига. За Левски записва общо 196 мача с 2 гола – 149 мача с 1 гол в A група, 37 мача за Купата на България и 10 мача с 1 гол в евротурнирите. Разписва се на 18 септември 1991 г. при домакинската загуба с 2:3 от Ференцварош в КНК. С Левски става трикратен шампион на страната и трикратен носител на купата.
През късната есен на 1995 г. Дъртилов дебютира за националния отбор. На 15 ноември играе 90 минути срещу Германия в квалификация за Евро'96. На Олимпийския стадион в Берлин България губи с 1:3, като той допуска груби грешки. Повече не облича националната фланелка.
През 1997 г. напуска Левски и преминава във втородивизионния Кремиковци, където играе два сезона. През 1999/00 печели промоция за A група с тима на Искър (София), който в хода на първенството се обединява с Хебър (Пазарджик). През сезон 2000/01 изиграва 25 мача и бележи 1 гол за пазарджиклии в елита, след което слага край на кариерата си.

## Статистика по сезони
Включени са само мачовете от първенството.
| Сезон   | Отбор       | Първенство | Мачове | Голове |
| ------- | ----------- | ---------- | ------ | ------ |
| 1987/88 | Пирин       | A група    | 23     | 0      |
| 1988/89 | Пирин       | A група    | 30     | 1      |
| 1989/90 | Пирин       | A група    | 28     | 3      |
| 1990/91 | Левски      | A група    | 11     | 0      |
| 1991/92 | Левски      | A група    | 30     | 1      |
| 1992/93 | Левски      | A група    | 28     | 0      |
| 1993/94 | Левски      | A група    | 13     | 0      |
| 1994/95 | Левски      | A група    | 27     | 0      |
| 1995/96 | Кайсериспор | Суперлига  | 3      | 0      |
| 1995/96 | Левски      | A група    | 26     | 0      |
| 1996/97 | Левски      | A група    | 14     | 0      |
| 1997/98 | Кремиковци  | Б група    | ?      | ?      |
| 1998/99 | Кремиковци  | Б група    | ?      | ?      |
| 1999/00 | Искър       | Б група    | ?      | ?      |
| 2000/01 | Хебър       | А група    | 25     | 1      |

## Успехи
Левски (София)
- А група –  Шампион (3): 1992/93, 1993/94, 1994/95
- Купа на България –  Носител (3): 1990/91, 1991/92, 1993/94